# أمير خان (لاعب كريكت)
أمير خان (23 يونيو 1988 في الهند - ) هو لاعب كريكت هندي. لعب مع Uttar Pradesh cricket team ‏.

## وصلات خارجية
- أمير خان على موقع إي آس بي آن كريك إنفو (الإنجليزية)